# Guillaume de Montfort
Guillaume de Montfort (prima del 990 – prima del 1053) è stato un nobile francese, primo signore di Montfort-l'Amaury.

## Biografia
Si hanno scarse notizie storiche riguardo alla sua biografia. È accertato che fosse nipote di Reginardo II di Hainaut e cugino di Reginardo IV di Mons.
A seguito delle continue ribellioni di Reginardo III, conte di Hainaut, esiliato da Bruno I di Colonia, la famiglia di Guillaume aveva trovato rifugio alla corte del re di Francia Roberto II il Pio, che diede a Guillaume l'incarico di costruire due fortezze a presidio dei propri domini contro le scorrerie dei conti di Blois: nacquero Montfort-l'Amaury, di cui divenne il primo signore, ed Épernon, più a sud.
Divenuto scudiero di Montfort e, dopo essersi sposato con la vedova di Hugues de Beauvais, amministratore del paese di Yvelines, gli succederà quando quest'ultimo verrà assassinato nel 1008, riuscendo a rendere ereditario il nuovo titolo e a trasmetterlo al suo figlio Amaury I de Montfort.